# Fliegerfaust
De Fliegerfaust of Luftfaust was een Duitse luchtafweerraket die gebruikt werd tijdens de Tweede Wereldoorlog. Deze werd gebruikt om vliegtuigen in de lucht uit te schakelen vanaf de grond. Het is gecrediteerd als de eerste MANPAD (ManPortableAirDefense).

## Overzicht
De Fliegerfaust is ontworpen door HASAG (Hugo Schneider AG te Leipzig) in 1944 en werd geproduceerd in twee verschillende versies.
De eerste versie was de Fliegerfaust A. Deze had vier 20mm kaliber lopen. Deze schoten 20mm projectielen af die 90g wogen en 19g springstof bevatten. Ze werden voortgestuwd door middel van een kleine raket.
De tweede versie, De Fliegerfaust B, had negen stuks langere lopen. De totale lengten en gewichten waren respectievelijk 150 cm en 6,5 kg. De eerste 4 van de lopen werden om en om eerst afgevuurd waarna de resterende 5 0,1 seconde later werd afgevuurd, dit werd gedaan zodat de projectielen elkaar niet zouden beschadigen en om de meer kans te hebben om het doel te raken. 
Een 30mm versie met 6 lopen was gepland maar is nooit in productie genomen.